# نظام جامعة نبراسكا

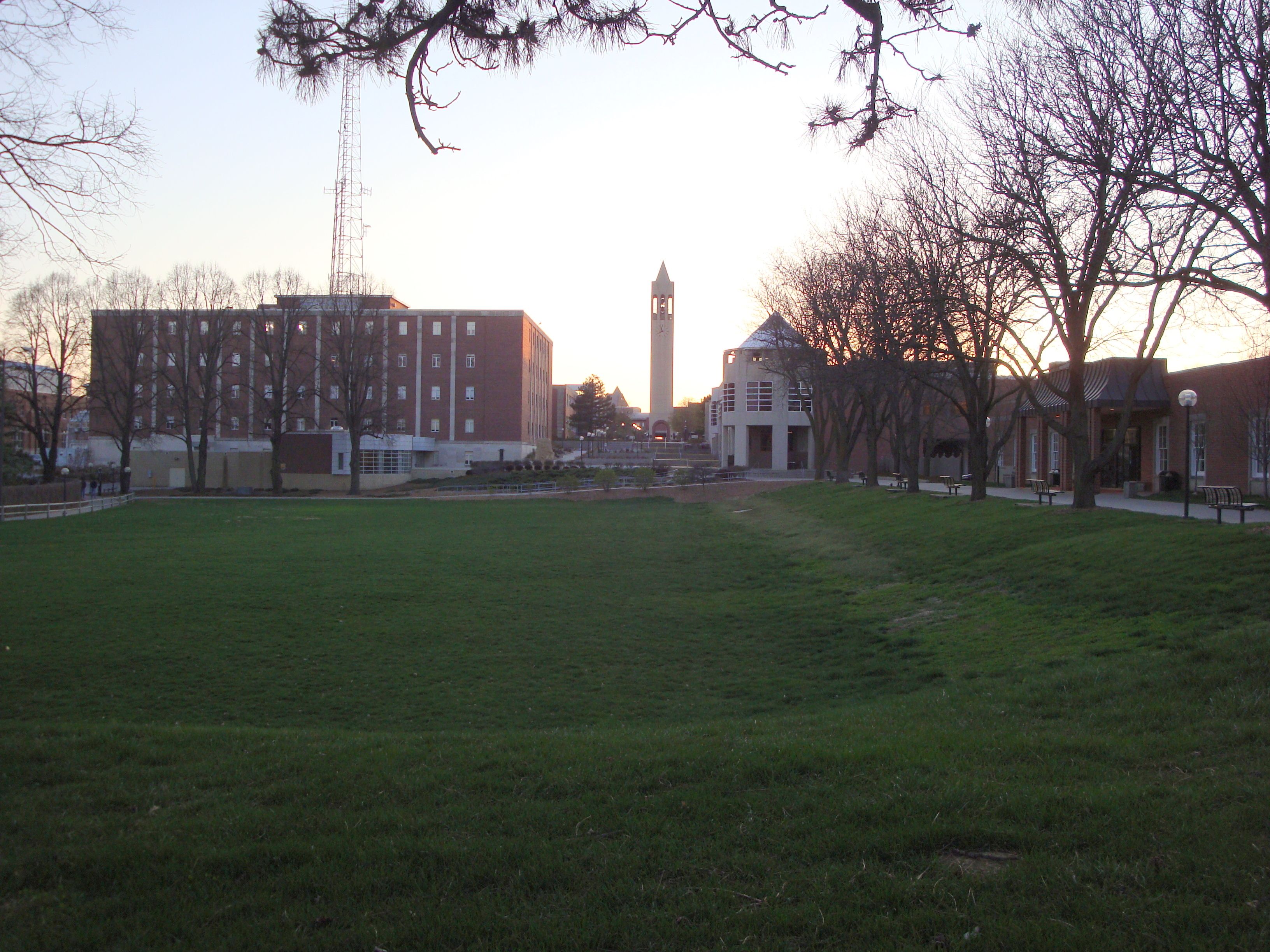
جامعة نبراسكا

نظام جامعة نبراسكا (University of Nebraska system)، هو نظام الجامعة العامة في ولاية نبراسكا الأمريكية. تأسس النظام عام 1869 بحرم جامعي واحد في لينكولن، ويضم النظام أربعة أحرام جامعية وكلية زراعية فنية مدتها سنتان ومدرسة ثانوية.

## الوصف
- أصبحت الجامعة من أكثر مؤسسات التعليم العالي شمولاً في الولاية.

- تعمل جامعة نبراسكا في أربعة فروع جامعية: جامعة نبراسكا-لينكولن، والمركز الطبي بجامعة نبراسكا في أوماها، وجامعة نبراسكا-أوماها، وجامعة نبراسكا كيرني.[7]

- تفتخر جامعة نبراسكا لينكولن بحصولها على التصنيف البحثي الأول من مؤسسة كارنيجي، وهو أعلى تصنيف تحصل عليه.

- تضم جامعة نبراسكا لينكولن حوالي 1400 عضو هيئة تدريس وأكثر من 23000 طالب، بما في ذلك ما يقرب من 5000 طالب دراسات عليا.[8]